# Jonathan Reis
Jonathan De Lima Reis (n. 6 iunie 1989, Contagem, Brazilia), cunoscut ca Jonathan Reis, este un fotbalist aflat sub contract cu PSV.